# Bembidion maorinum
Bembidion maorinum es una especie de escarabajo del género Bembidion, familia Carabidae. Fue descrita científicamente por Bates en 1867.
Habita en Nueva Zelanda.